# دیوید رکچیوتی
دیوید رکچیوتی (انگلیسی: Davide Recchiuti؛ زادهٔ ۱ آوریل ۱۹۹۴) بازیکن فوتبال اهل ایتالیا است.
از باشگاه‌هایی که در آن بازی کرده‌است می‌توان به باشگاه فوتبال کیه‌وو ورونا و باشگاه فوتبال برشا اشاره کرد.